# Leon Łustacz
Leon Łustacz (ur. 1 lutego 1914 w Petersburgu. zm. 25 sierpnia 1992 w Warszawie) – polski prawnik, pułkownik Wojska Polskiego, profesor nauk prawnych, nauczyciel akademicki Uniwersytetu Warszawskiego.

## Życiorys
Urodził się w rodzinie inteligenckiej. W latach 1922–1930 uczył się w Państwowym Gimnazjum Klasycznym w Grudziądzu. Absolwent Wydziału Prawno-Ekonomicznego Uniwersytetu Poznańskiego z 1936. W latach 1937–1939 był asystentem-wolontariuszem w Katedrze Teorii Prawa Uniwersytetu Poznańskiego u profesora Czesława Znamierowskiego. Władał biegle trzema językami: włoskim, francuskim i rosyjskim. Jednocześnie pracował w Biurze Prawnym DOKP.
Jako pracownik kolejnictwa ewakuował się we wrześniu 1939 na wschód. W 1941 pracował jako buchalter w zarządzie miejskim we Lwowie. Został zesłany przez władze radzieckie do Kazachstanu.
W 1943 zgłosił się na ochotnika do Armii Czerwonej. Od września 1943 w Polskich Siłach Zbrojnych w ZSRR, od 6 listopada 1944 - zastępca ds. politycznych dowódcy 8 Bydgoskiego Pułku Piechoty. Następnie zastępca szefa Zarządu Polityczneo-Wychowawczego Wojska Polskiego. Od grudnia 1946 pracował jako radca prawny Wydziału IV Departamentu Służby Sprawiedliwości. Uchwałą Prezydium KRN z 20 grudnia 1946 odznaczony Orderem Krzyża Grunwaldu III klasy.
Od 1949 był szefem Fakultetu Wojskowo-Prawniczego Wojskowej Akademii Politycznej, od października 1950 inspektorem w Zarządzie Sądownictwa Wojskowego. Z końcem 1951 roku został komendantem Oficerskich Szkół Prawniczych. Akceptował praktykę kierowania absolwentów 10-miesięcznych szkoleń prawniczych na stanowiska prokuratorów i sędziów wojskowych. W 1955 przeniesiono go do Zarządu Sądownictwa Wojskowego. Od 1956 szef zarządu Sądownictwa Wojskowego. Jego nazwisko znalazło się w protokole komisji Mazura, powołanej 10 grudnia 1956 r. jako jednego z sędziów odpowiedzialnych za zbrodnie sądowe okresu stalinowskiego. W 1961 organizował Wojskowy Instytut Prawniczy, którym kierował. Był także redaktorem naczelnym Wojskowego Przeglądu Prawniczego oraz przewodniczącym Związku Inwalidów Wojennych.
Równolegle od 1950 pracował naukowo na Wydziale Prawa Uniwersytetu Warszawskiego. W 1959 obronił pracę doktorską Formy procesu prawotwórczego (promotorem był prof. Stanisław Ehrlich). Rozprawa habilitacyjna Ustawa i rozporządzenie w klasycznej doktrynie francuskiej i niemieckiej została opublikowana w 1968. Pracował w Zakładzie Teorii Państwa i Prawa UW. W 1982 uzyskał tytuł naukowy profesora. Na emeryturę przeszedł w 1984. Należał do Polskiej Zjednoczonej Partii Robotniczej.
Jego zainteresowania naukowe obejmowały przede wszystkim kwestie tworzenia norm prawnych, a także zagadnienia prawnej ochrony środowiska. Był jednym z pionierów badań w tej ostatniej dziedzinie w Polsce.
Został pochowany na Cmentarzu Komunalnym Północnym na Wólce Węglowej w Warszawie.

## Wybrane publikacje
- Ustawa i rozporządzenie w klasycznej doktrynie francuskiej i niemieckiej (1968)
- Podstawowe wiadomości o prawie wojskowym: według stanu prawnego na dzień 30 czerwca 1969 roku (1969)
- Prawo a ochrona środowiska (red. 1975)
- Ochrona środowiska. Refleksje prawne, ekonomiczne i socjologiczne (red. 1979)
- Polityczne i prawne problemy ochrony środowiska (1981)